# Cospel

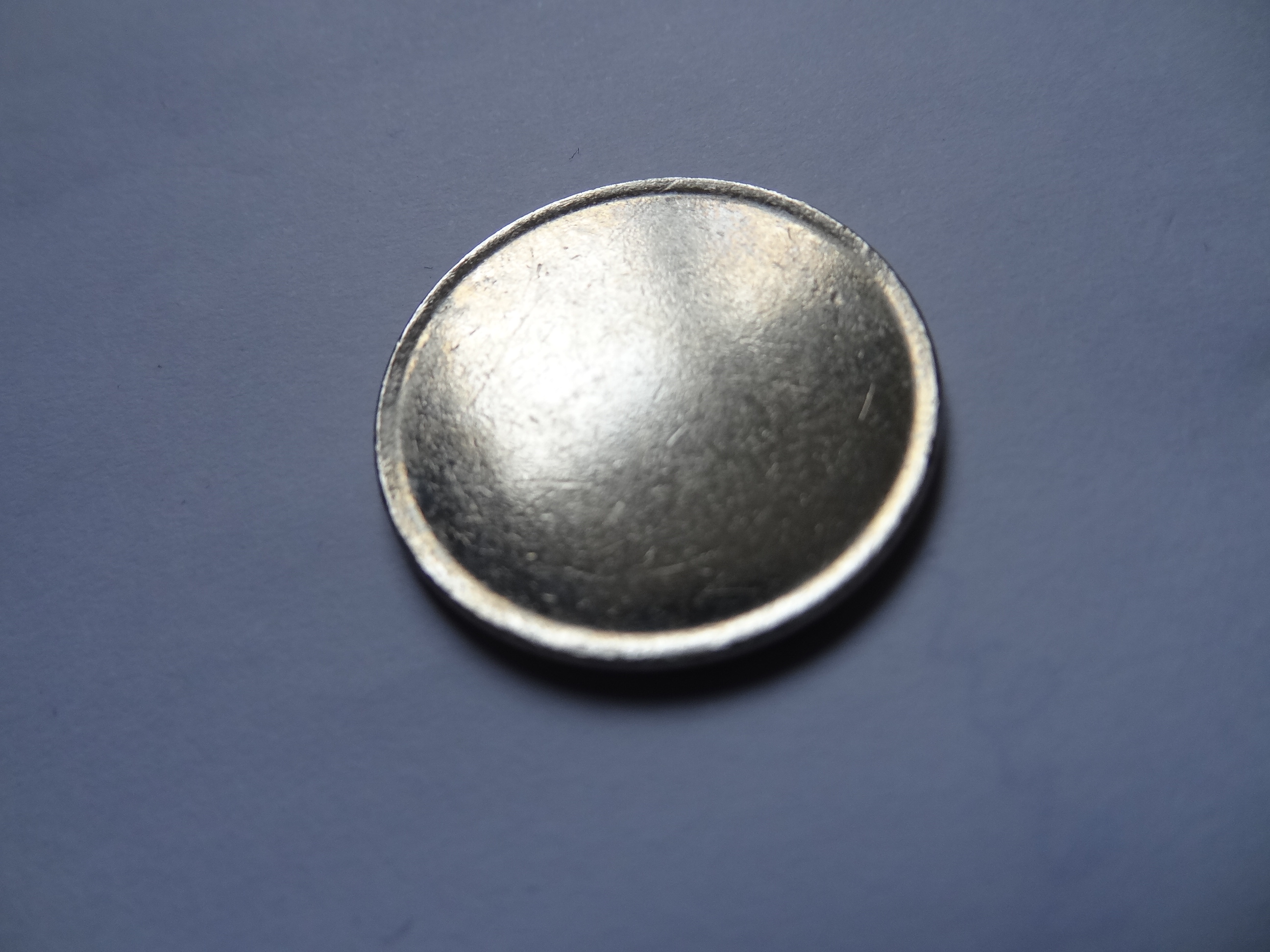
Una muestra de cospel.

Un cospel es una «bola o disco de metal, de calidad y peso controlados, sobre el que se acuñan los tipos de moneda o la medalla.» También se llama flan o flaón. Para su creación se utilizaba una coquilla o cospelera, «un instrumento para fundir los cospeles».
Antiguamente se empleaba para acuñar, con un martillazo, el anverso y el reverso de una moneda. Se preparaba para cortar un riel en discos delgados en bruto, según la composición de la aleación convenida por la autoridad monetaria de la ceca.

## Historia

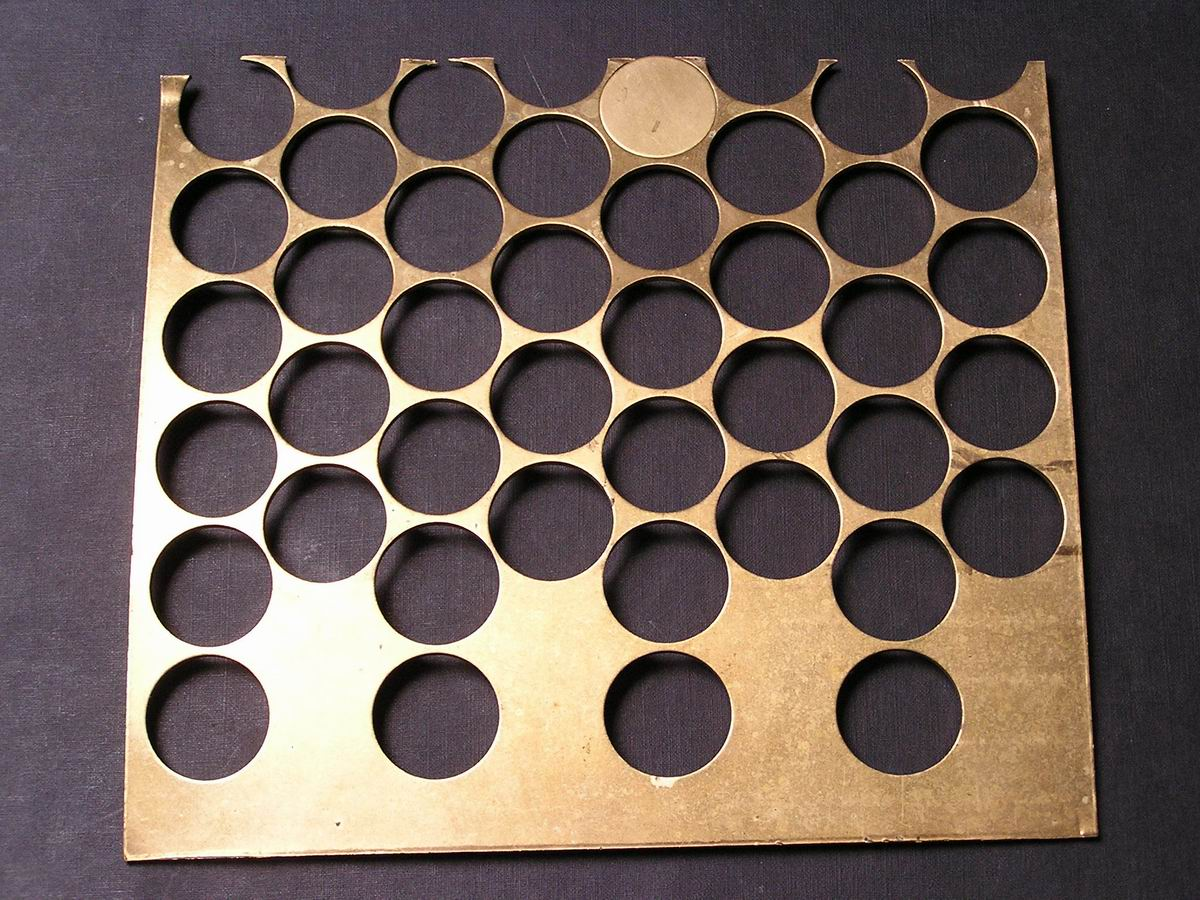
Chapa metálica original.

Su etimología procede del verbo latino «scuipere», que se refiere al disco de metal después de torcularse. 
Antiguamente, en lugar de cospeles vírgenes, a veces se emplearon monedas viejas que se reacuñaban. En la mayoría de los casos los dibujos de la vieja moneda desaparecían completamente, pero hay donde se puede rastrear la moneda anterior, lo que es de gran ayuda en arqueología para determinar la cronología de las acuñaciones.

## Control del peso

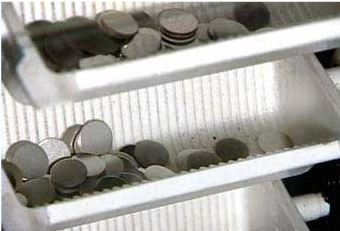
Piezas en bruto en un sistema de alimentación, perforadas en una prensa.

El peso de los cospeles en bruto se regulaba mediante una normativa donde se establecía una tolerancia también definida. Así, en Francia, las tolerancias de peso de las monedas de 20 francos de oro hasta 1914 eran de más o menos dos por mil.
Para un peso teórico de 6,4516 gramos, se aceptaron para la acuñación piezas en bruto con un peso entre 6,4387 y 6,4645 gramos.
Se refundieron los espacios en blanco por debajo de la tolerancia baja.
Los espacios en blanco que superaban la alta tolerancia se refundieron o limaron. Hasta aproximadamente 1830 se podían archivar los espacios en blanco. Práctica identificable por la presencia de ranuras de ajuste.
Durante la circulación, el peso de la pieza en bruto disminuye. La diferencia entre el peso teórico y el peso real se llama desove. Además del desgaste por la circulación, el desove también fue causado por las prácticas de poda.